# Baraem
 (mars 2020).
Si vous disposez d'ouvrages ou d'articles de référence ou si vous connaissez des sites web de qualité traitant du thème abordé ici, merci de compléter l'article en donnant les références utiles à sa vérifiabilité et en les liant à la section « Notes et références ».
Baraem (en arabe : براعم) est la première chaîne de télévision arabe conçue pour les enfants d'âge préscolaire (3 à 6 ans). Cette chaîne qatarienne est financée par la Qatar Foundation for Education, Science and Community Development [réf. souhaitée], et gérée par Al Jazeera Children's Channel. 
Ses objectifs sont d'éduquer les tout-petits et de faciliter les interactions avec le monde qui les entoure. Les programmes de la chaîne sont ainsi composés de dessins animés du monde entier, de modules d'éveil ou d'activités ludiques, destinés à développer leur curiosité et leur sociabilité. Ils prodiguent également des conseils aux parents et aux professionnels du secteur (nurseries, jardins d'enfants). 
Baraem émet en clair par satellite 17 heures par jour via Arabsat et Nilesat (Proche et Moyen-Orient, Afrique du Nord) et Hotbird (Europe).

## Mascottes
- Fafa, la tortue adorable jaune et verte.
  - Interpété par: Zeina Daher
- Moumou, personnage amusant et jovial à l'image d'une grenouille qui sautille
  - Interpété par: Malek Ouakaoui à la société on/off
- Douka, la jeune coccinelle jaune et rouge.
  - Interpété par: Rana Al Rifai
- Outi, l'otarie mauve et jaune.